# 대방광원각약소주경 권상의2
대방광원각약소주경 권상의2(大方廣圓覺略疏注經 卷上의二)는 충청북도 단양군에 있는 고려말의 목판본 불경이다. 1989년 8월 1일 대한민국의 보물 제1016호로 지정되었다.

## 개요
대방광원각수다라요의경은 줄여서 ‘원각경’이라고 부르기도 하며, 훌륭한 이론과 실천을 말하고 있어 불교 수행의 길잡이가 되었던 경전으로 우리나라 승려의 교과과목 중 하나이다.
이 책은『원각경』에 당나라 종밀(宗密)이 주석을 붙인 것으로, 권 상의 두 번째 책이다. 닥종이에 찍은 목판본이며, 원래는 두루마리 형태로 만들기 위해 1판에 20행씩 새겼던 것을 10행씩 찍어 내어 책으로 만들었다. 크기는 세로 34cm, 가로 19.8cm이다.
고려시대 여러 스님들이 저술한 문헌들을 총망라하여 간행한 속장경 계열의 목판과 같은 형식을 지니고 있으며, 판을 새긴 기법이나 글자체가 『대방광불화엄경소』(보물 제891호)와 비슷하다.
이 책은 송나라 판본을 입수하여 새긴 고려시대 판본으로 보이며 인쇄상태로 보아 한번 찍어낸 목판에서 이후에 다시 찍은 것으로 추정된다.

## 같이 보기
- 대방광불화엄경소 권42 - 보물 제891호

## 참고 자료
- 대방광원각약소주경 권상의2 - 국가유산청 국가유산포털